# Hakeborn (Adelsgeschlecht)

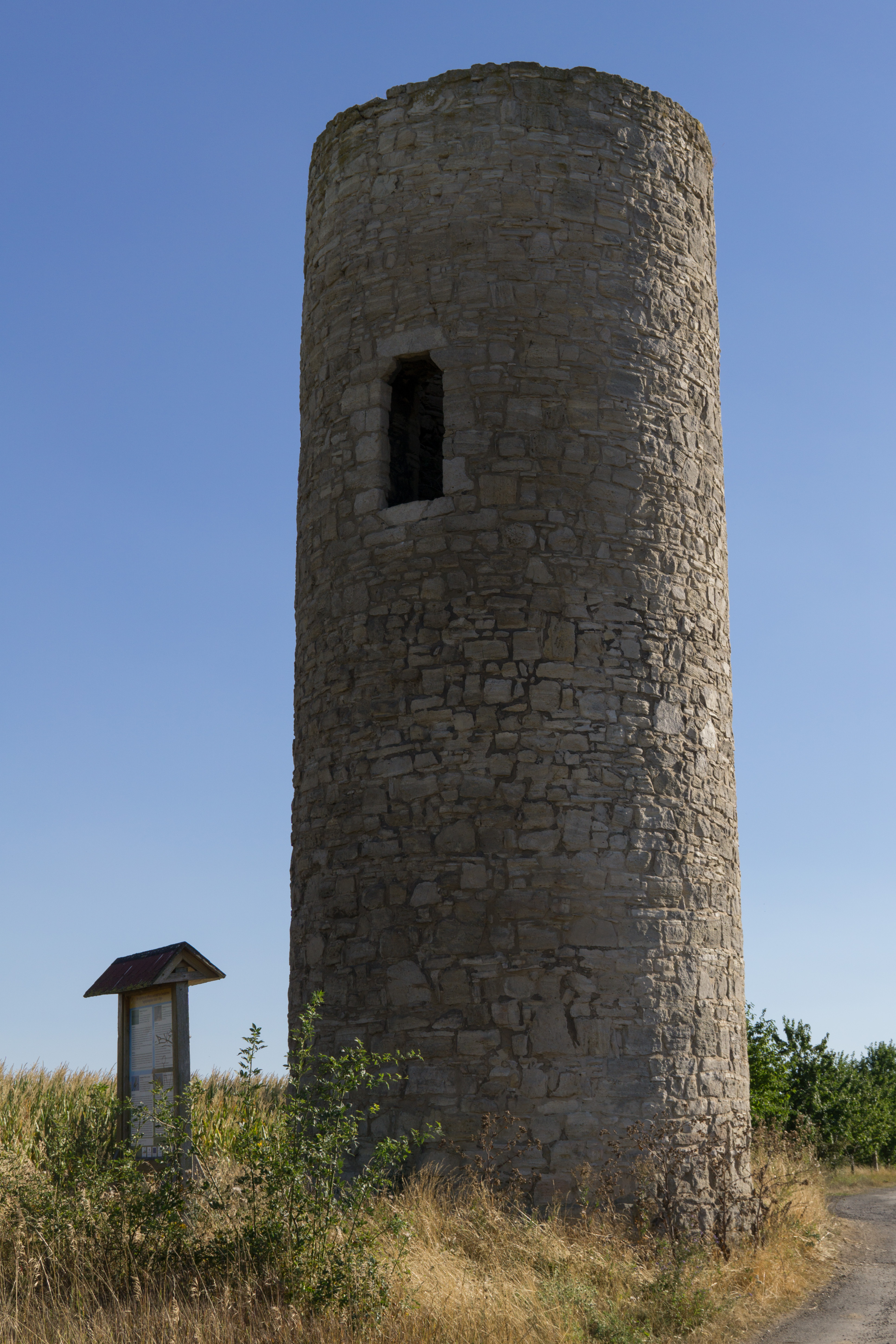
Alte Warte in Hakeborn

Die Familie von Hakeborn (oft Herren von Hakeborn oder Edelherren von Hakeborn, später meist Hackeborn) war ein Adelsgeschlecht mit Stammsitz Hakeborn bei Aschersleben im heutigen Sachsen-Anhalt.

## Geschichte

### Älteste Erwähnungen
Die Burg Hakeborn gehörte im 12. Jahrhundert zum sogenannten Schwabengau.
Der erste heute bekannte Vertreter war der Ritter Swicher/Swidger, der um 1110 erstmals erwähnt wurde.
Die sichere Stammreihe beginnt mit Friedrich I. von Hakeborn, der 1155 als Zeuge in einer Urkunde Albrechts des Bären und 1179 und 1188 in Urkunden Kaiser Friedrichs Barbarossa genannt wurde.

### Weitere Besitzungen
Seit 1175 besaß die Familie die Burg Wippra bei Sangerhausen (1328 aufgegeben). Im 13. Jahrhundert dann auch die Burg Helfta, aus der die berühmten Nonnen Gertrud und Mechthild von Hakeborn stammten. 1253 gründete die Familie das Kloster St. Maria und Gertrud in Hedersleben.
Im 14. Jahrhundert waren sie im Besitz der Herrschaften Triebel und Priebus in der östlichen Niederlausitz (bis Anfang 15. Jahrhundert). 1364 erhielten sie Konradswaldau in Schlesien von Herzog Bolko II. von Schweidnitz.

### Nonnen in Quedlinburg
Elisabeth von Hackeborn war Äbtissin in Stift Quedlinburg von 1361 bis etwa 1375. Weitere Angehörige der Familie waren dort in den folgenden Jahrzehnten in Ämtern.

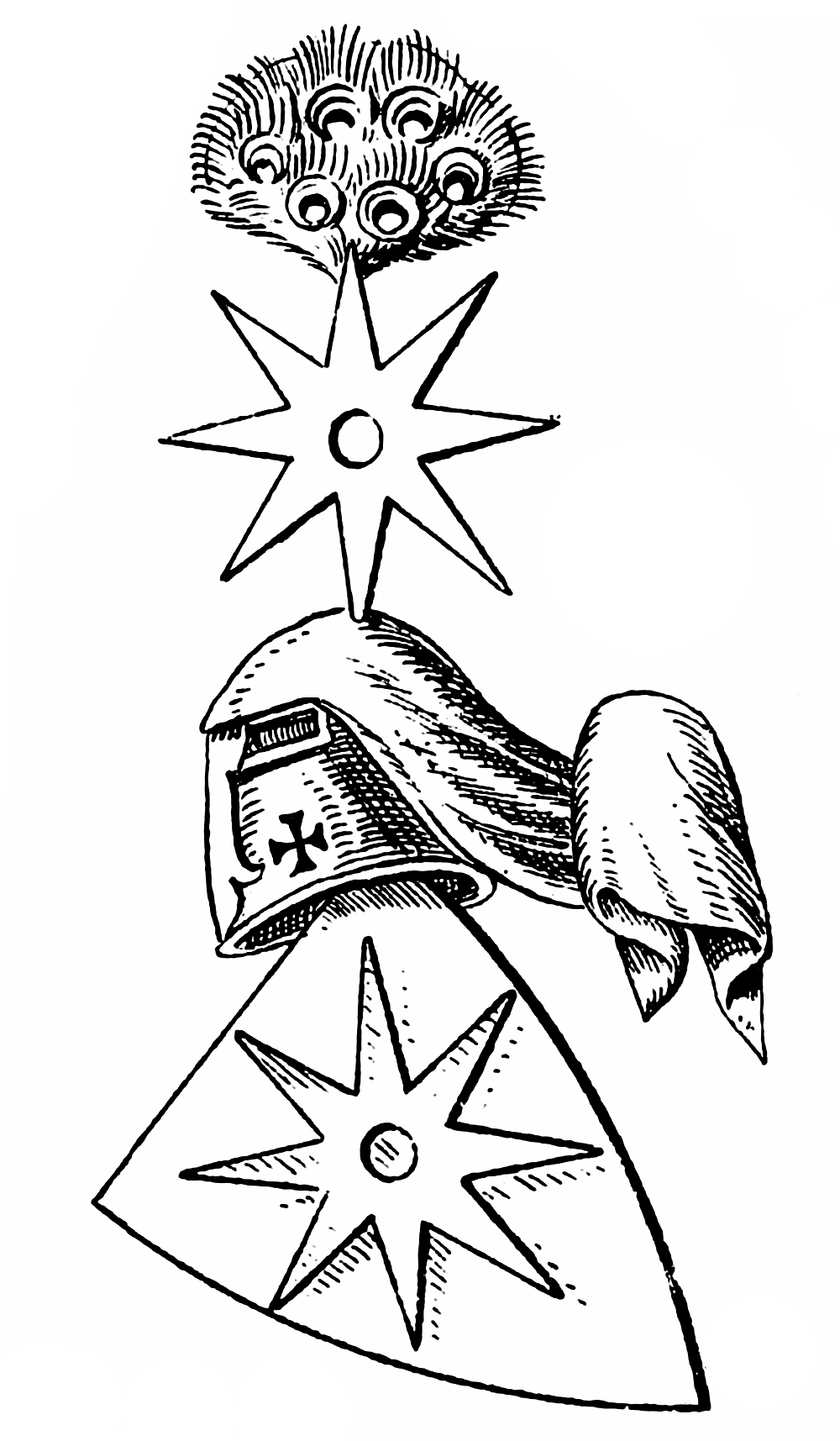
Wappen des Ludwig von Hackeborn, 1376

## Wappen
Das Wappen zeigt in Blau einen goldenen Stern. Auf dem Helm mit blau-goldenen Helmdecken ein der Stern an jeder Spitze mit Pfauenfedern besteckt.

## Persönlichkeiten
- Swicher/Suitger/Swidger von Hakeborn (miles Swicherus), erwähnt um 1110–1118
- Bruno von Hakeborn, dessen Sohn, erwähnt 1114–1145
- Friedrich von Hakeborn, erwähnt 1155–1188
- Gertrud von Hackeborn, Äbtissin des Klosters Helfta, Gründungsäbtissin des Klosters Hedersleben
- Mechthild von Hackeborn, Nonne in Helfta, Mystikerin
- Elisabeth von Hakeborn (gest. 1375/77), Äbtissin des Stifts Quedlinburg[4]
- Ludwig von Hakeborn, heiratete 1268 Elisabeth, Tochter von Herzog Boleslaw von Liegnitz
- Friedrich von Hakeborn, erwähnt 1389 als Lehensgeber